# Cognició animal
La cognició animal és l'estudi de les capacitats mentals dels animals.
Es refereix al procés mitjançant el qual un animal rep informació del seu entorn a través dels seus sentits i la processa. El seu estudi s'ha desenvolupat a partir de la psicologia comparada, però ha estat fortament influenciada per l'etologia, l'ecologia del comportament i la psicologia evolucionista. El nom alternatiu d'etologia cognitiva s'utilitza de vegades per abastar el que solia ser considerat sota el títol d'intel·ligència animal.
La recerca en cognició animal es refereix en la seva majoria als mamífers, especialment primats, cetacis i elefants, així com gossos, gats, ossos rentadors i rosegadors. No obstant això, la recerca també s'estén als no mamífers vertebrats com a ocells, lloros, córvids i coloms, així com per a rèptils, llangardaixos, serps, i peixos, fins i tot als invertebrats tals com a cefalòpodes, aranyes i insectes.

## Història
En la major part del segle xx, l'aproximació predominant a la psicologia animal era experimentar sobre la intel·ligència en animals mitjançant processos d'aprenentatge simples (com a condicionament clàssic i condicionament operant), i així intentar explicar les aparentment més complexes habilitats intel·lectuals dels humans. Això està ben descrit per Hilgard, encara que la seva filosofia era reduccionista i estava combinada amb una forta metodologia conductista, que en la forma més radical considera que tot el que un organisme fa, pugues i ha de ser considerat únicament com a comportaments sense recórrer al concepte de ment. És a dir, que no existeixen diferències filosòfiques entre l'observable (accions) i els processos no observables (com pensar i sentir), per la qual cosa es qualifica a aquests últims com epifenómenos en humans.
L'èxit de la psicologia cognitiva en dirigir-se als processos mentals en humans, que va començar a la fi dels anys 50 i va ser proclamat per Neisser, va portar a una revaluació del paradigma de la recerca i al fet que es comencessin a enfocar els processos mentals dels animals des d'un altre punt de vista, prenent el conegut sobre els processos mentals humans i buscant evidències de processos similars en les altres espècies. En un sentit això va ser una volta a l'enfocament del protegit de Darwin: George Romanes, discutiblement el primer psicòleg comparatiu de l'era moderna. No obstant això, mentre Romanes es basava en l'anècdota i en una projecció antropomòrfica de les capacitats humanes en la resta d'espècies, la majoria dels investigadors moderns de cognició animal segueixen el mètode conductista, encara que difereixin totalment de la filosofia conductista. Algunes excepcions a aquesta regla són John Lilly i Donald Griffin, els qui mantenen fermament la posició que els animals tenen ment i que l'estudi de la seva cognició hauria de fer-se des d'aquesta perspectiva. Aquests arguments no troben una gran acceptació en la comunitat científica, si que han aconseguit atreure a entusiastes seguidors entre la resta de la població.
El desenvolupament en cognició animal també va estar fortament influenciat per:
- l'augment de l'ús de primats i cetacis enfront del de rates i coloms, espècies clàssiques del laboratori de psicologia comparativa, i els avançaments en primatología;
- l'avanç del coneixement en comportament animal en el mitjà natural a través d'estudis de camp d'etologia, sociobiologia i ecologia del comportament. Aquests estudis mostraven que els animals necessitaven certes habilitats cognitives per adaptar-se al seu nínxol ecològic (estudis d'aus amagant moderi com el del trencanous de Clark d'Alan Kamil i col·laboradors, o els dels ximpanzés de Jane Goodall);[7]
- un o dos projectes prominents, en particular el del ximpanzé Washoe d'Allen Gardner i Beatrice Gardner, que almenys va aprendre alguns elements del llenguatge de signes americà;
- l'avanç en l'enteniment del funcionament del cervell per mitjà del desenvolupament de la psicologia fisiològica i la neuropsicologia cognitiva.

Aquesta explicació de la història de l'estudi de la cognició animal està inevitablement simplificada. Des de Romanes sempre hi ha hagut psicòlegs comparatius que han estat més o menys inclinats cognitivament: Wolfgang Köhler, famós pels seus estudis en ximpanzés, i Edward C. Tolman, que va introduir en psicologia una explicació del comportament de les rates en laberints, van aportar dues idees que han estat molt influents en la psicologia cognitiva humana (el mapa cognitiu i el concepte de decisió davant una elecció arriscada segons el valor esperat).

## Mètodes

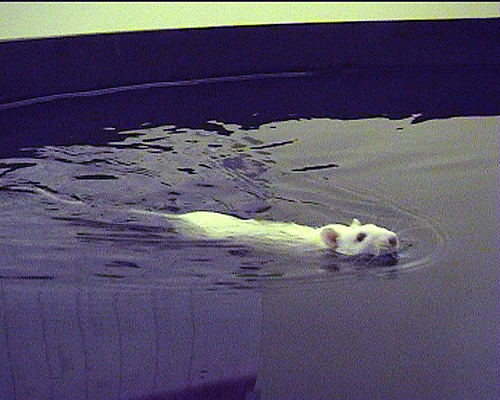
Rata nedant en laberint d'aigua de Morris.

La recerca en cognició animal contínua usant algunes de les tècniques establertes en psicologia comparativa i en anàlisi experimental del comportament, com a laberints i caixes de Skinner, encara que emprant noves varietats (com el laberint de 8 braços i el laberint d'aigua de Morris) per a estudis de memòria espacial i altres nous usos. Això es complementa amb l'observació d'animals en els seus mitjans naturals o gairebé naturals, i amb treballs de camp.
Es caracteritza per un alt nombre de projectes a molt llarg termini, com els d'aprenentatge de llenguatge pels primats Washoe i Nim Chimpsky, la sèrie d'estudis d'Irene Pepperberg amb el lloro gris africà Alex, el treball de Louis Herman amb dofins mulars, i els estudis de memòria a llarg termini en coloms en els quals les aus demostraven recordar dibuixos durant períodes de diversos anys.
Alguns estudis cognitius requereixen el maneig del comportament animal i de l'ús de condicionament operant per facilitar l'entrenament de l'animal. En general, per aconseguir la formació del concepte en l'animal es necessiten tècniques de generalització, perquè així l'animal respongui apropiadament a un nou estímul en el qual l'aprenentatge associatiu no pot explicar el comportament de resposta. Altres investigadors han usat amb eficàcia la metodologia de Jean Piaget, escollint comesos que els nens dominen en diferents estats del desenvolupament i investigant quins d'ells podien realitzar els individus d'altres espècies. D'altra banda, hi ha hagut els qui s'han inspirat en assumptes de benestar animal i maneig de les espècies domèstiques: Tremp Grandin va aparellar la seva habilitat única en benestar animal i tracte ètic dels animals de granja per destacar les similituds entre humans i animals.

## Temes d'estudi
Donada l'amplitud del camp d'estudi de la cognició animal en la cerca d'analogies animals a processos cognitius humans, s'intenta que les àrees d'estudi segueixin més o menys l'esquema desenvolupat en la psicologia cognitiva humana. No obstant això, el progrés a les diferents àrees és molt variable.

### Atenció
Se centra en l'habilitat dels animals per distribuir l'atenció en les diferents propietats d'un estímul. Igual que els humans, en distribuir l'atenció entre les característiques de l'estímul es redueix la capacitat de detectar les diferències entre elles, encara que hi ha algunes activitats de cerca visual ecològicament rellevants en les quals algunes espècies particulars mostren habilitats remarcables (els coloms tenen una capacitat extraordinària per distingir el gra del substrat).

### Categorització
Seguint la recerca pionera de Richard Herrnstein, hi ha hagut una gran quantitat d'estudis sobre l'habilitat de les aus per distingir entre categories d'estímuls, incloent-hi tipus de mal definides categories usades en el llenguatge humà quotidià. S'ha vist que les aus aprenen aquest tipus de tasca fàcilment i transfereixen les respostes correctes als nous casos de categories.

### Memòria
S'han aplicat les categories desenvolupades per analitzar la memòria en humans: a curt i llarg termini, i memòria de treball, i s'ha detectat que alguns dels fenòmens característics de la memòria a curt termini humana (efecte de posició serial) també es donen en animals, particularment en micos. No obstant això, la major part del progrés s'ha fet en l'anàlisi de la memòria espacial, en part per estudis de psicologia sobre la memòria espacial i el paper de l'hipocamp, i en part per l'observació d'animals que emmagatzemen aliments disseminats, com el trencanous de Clark, certs gaigs, carboners, i alguns esquirols, els nínxols ecològics dels quals requereixen recordar la localització de milers d'amagatalls i sovint amb canvis radicals de l'entorn.

### Cognició espacial
L'habilitat de desplaçar-se i la cerca visual són activitats crítiques per a molts animals. La recerca en aquesta àrea s'ha centrat en temes tan difusos com l'ús de fites i fars per formigues i abelles, la codificació i ús de propietats geomètriques de l'ambient per coloms, o l'habilitat de les rates de representar un patró espacial en laberints de braç radial o caixes laberint piscina.

### Ús d'eines

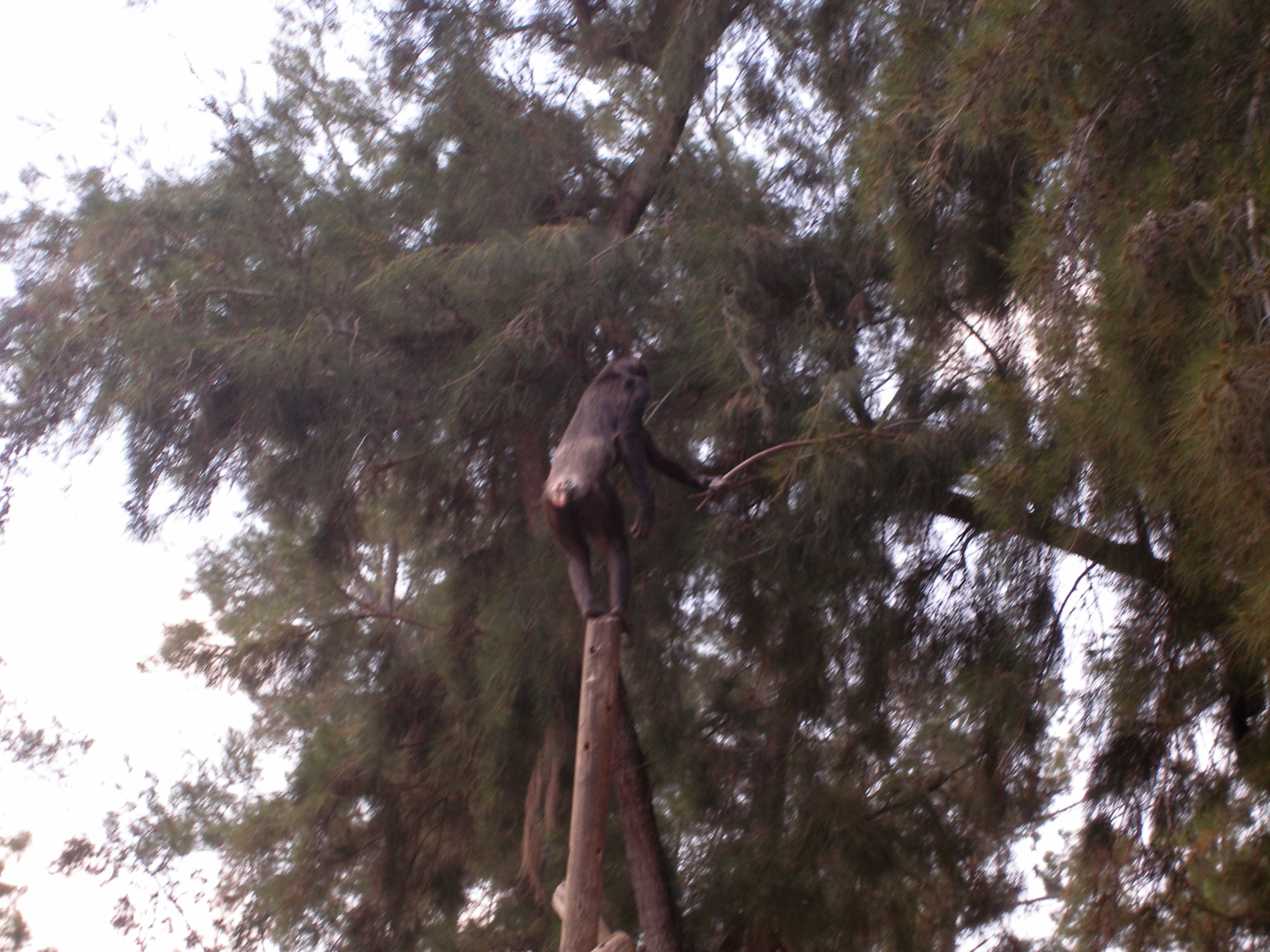
Ximpanzé usant un pal per aconseguir menjar.

Algunes espècies, com el pinsà fuster de les Galápagos, usen eines particulars com una part essencial del seu comportament de cerca de menjar. Aquests comportaments solen ser bastant inflexibles i no poden ser aplicats de forma eficaç en situacions noves. No obstant això, s'ha demostrat que animals com els grans simis sí que són capaços de fer un ús més flexible de les eines, tant en captivitat com en el seu mitjà natural:
- 1991: Jane Goodall va documentar ximpanzés pescant tèrmits amb pals.[9]
- 2007: una recerca va revelar que els ximpanzés de la sabana de Fongoli (Senegal) utilitzaven pals afilats com a llances quan caçaven, considerant-se la primera prova d'ús sistemàtic d'armes en una espècie diferent de la humana.[10]

S'ha aconseguit ensenyar a diverses espècies de córvids a usar eines en experiments controlats, o molles de pa com a esquer per pescar, i se sap que alguns cefalòpodes usen peles de cocos per protegir-se o camuflar-se.

### Raonament i solució de problemes
L'estudi de l'ús d'eines està molt lligat al de la capacitat de raonar i resoldre problemes. Wolfgang Köhler va observar que la manera en què els ximpanzés solucionaven problemes com aconseguir plàtans col·locats fora del seu abast, no era a través d'assaig i error sinó clarament a propòsit. Les solucions espontànies a problemes sense entrenament previ dels ximpanzés, van evidenciar que els animals de determinats nivells evolutius tenen raonament abstracte, vist també en graules i corbs de Nova Caledònia. La línia de recerca dels estudis més recents tendeix a demostrar que es poden trobar comportaments similars en animals aparentment molt menys intel·ligents, si abans se'ls dona l'entrenament oportú.

### Llenguatge
A més dels experiments de llenguatge en primats esmentats anteriorment, hi ha hagut altres intents més o menys reeixits d'ensenyar el llenguatge o sistemes semblants a animals no primats, com a lloros i becs picapinos. Louis Herman (Herman, Richards & Wolz, 1984) va publicar un article en la revista Cognition sobre la comprensió de llenguatge artificial en els dofins Akeakamai i Phoenix usant mètodes cognitius. La comprensió del llenguatge es va avaluar a través d'observadors cecs que analitzaven el tosc comportament físic en comptes d'intentar interpretar la putativa producció de llenguatge. Els resultats d'aquestes recerques van causar molta controvèrsia entre els lingüistes cognitius.

### Consciència
El calorós debat sobre si els animals tenen consciència o concepte de si mateixos està també relacionat amb el concepte de ment en animals. En aquest camp és destacable la prova del mirall dissenyada per Gordon G. Gallup, en la qual la pell d'un animal es marca d'alguna manera mentre està adormit o calmat i després se li permet veure el seu reflex en un mirall. Si l'animal dirigeix espontàniament l'empolainat cap a la marca es pren com a indicatiu que és conscient de si mateix. Segons aquest criteri s'ha referenciat autoconciencia en ximpanzés i uns altres grans simis, urraca europea, alguns cetacis i un elefant solitari. La prova ha atret controvèrsia, ja que se centra únicament en la vista, el sentit primari en humans mentre que espècies com el gos tenen més desenvolupats els sentits de l'olfacte o l'oïda.
Un enfocament diferent per determinar si un animal no humà és conscient prové del cas de Airelle, un Guacamai ararauna. Alguns investigadors proposen que per escolta passiva d'un discurs és possible aprendre els pensaments d'una altra criatura i determinar que el parlant és conscient. Aquest procediment va ser usat originalment per Ruth Hirsch Weir en 1962 per investigar el discurs del seu fill abans d'adormir-se, i per Greenfield i uns altres en 1976 en les seves recerques sobre el llenguatge primerenc en nens, per la qual cosa en les aus capaces de parlar aquest mètode obre una nova porta a la recerca.
La Declaració de Cambridge sobre la Consciència afirma que la gran majoria d'animals no humans tenen consciència.

### Matemàtiques
Alguns animals distingeixen entre diferents quantitats i utilitzen comptabilitat rudimentària. Se sap que els elefants realitzen aritmètica simple i els micos Rhesus poden comptar. Les formigues usen valors quantitatius i saben transmetre aquesta informació; de fet, les formigues de diverses espècies són capaces d'estimar amb bastant precisió el nombre de trobades amb membres d'altres colònies als seus territoris d'alimentació. Per la seva banda, ximpanzés joves han superat a estudiants humans en tasques com recordar nombres.

## Facultat cognitiva
Molta gent pensa que animals com els grans simis, corbs, dofins, elefants, gossos, gats, porcs, rates i lloros, són més intel·ligents que altres espècies. De fet, en el folklore de moltes cultures s'atribueix als corbs una intel·ligència semblant a la humana, i les enquestes d'un estudi recent han demostrat la consistència d'aquests rànquings entre gent d'una determinada cultura i el seu considerable abast a través de les cultures.
La imatge característica és la scala naturae, l'escala de la naturalesa en la qual els animals de diferents espècies ocupen nivells més alts successivament, amb els humans típicament en el més alt. Un enfocament més útil ha reconegut que els diferents animals poden tenir diferents tipus de processos cognitius, que s'entenen millor des de la manera en què estan cognitivament adaptats als seus diferents nínxols ecològics que posicionant-los per qualsevol tipus de jerarquia.(Shettleworth; Reznikova, 2007).
Una pregunta que pot ser resposta coherentment és saber el lluny que les diferents espècies estan en intel·ligència dels humans, és a dir, la qual cosa els seus processos cognitius s'assemblen als nostres. No és sorprenent que els més relacionats evolutivament, els grans simis, solguin quedar entre els millors en aquestes valoracions, i entre les aus, generalment els córvidos i els lloros solen sortir bé. Però malgrat les ambicioses argumentacions, les proves d'intel·ligència no gaire alta en cetacis estan incompletes, en part perquè el cost i la dificultat de realitzar recerca amb mamífers marins significa que els experiments es realitzen en petites mostres, amb controls inadequats i són difícils de replicar. També s'ha provat que els polps mostren un alt nivell en habilitats com l'ús d'eines,
però la quantitat d'estudis d'aquest tipus encara és bastant limitada.